# Карманово (деревня станции, Янаульский район)
Карманово (баш. Ҡарман станцияһы) — деревня станции (до 2005 года — посёлок станции) в Янаульском районе Башкортостана. Входит в Кармановский сельсовет. 
С 2005 современный статус. 

## География
Расположено недалеко от Кармановского водохранилища, граничит с посёлком Энергетик и селом Карманово.
Расстояние до:
- районного центра (Янаул): 32 км,
- центра сельсовета (Карманово): 2 км,
- ближайшей ж/д станции (Карманово): 0 км.

## История
В 1920 году по официальным данным в пристанционном посёлке, относившемся к Байгузинской волости Бирского уезда Уфимской губернии, было 2 двора и 34 жителя (26 мужчин, 8 женщин), по данным подворного подсчета — 17 русских в 4 хозяйствах.
В 1926 году разъезд Карманово принадлежал Янауловской волости Бирского кантона Башкирской АССР.
Согласно Закону № 211-з от 20 июля 2005 года «О внесении изменений в административно-территориальное устройство республики Башкортостан» получил статус деревни.

## Население
| 2002 | 2009 | 2010 |
| ---- | ---- | ---- |
| 215  | ↗220 | ↘207 |

В 1982 году население посёлка составляло около 460 человек.
В 1989 году — 394 человека (189 мужчин, 205 женщин).
В 2002 году — 215 человек (105 мужчин, 110 женщин), преобладают башкиры (55 %).
В 2010 году в деревне проживало 207 человек (102 мужчины, 105 женщин).